# Tarentola chazaliae
Tarentola chazaliae is een hagedis die behoort tot de gekko's en de familie Carphodactylidae.

## Naam en indeling
De wetenschappelijke naam van de soort werd voor het eerst voorgesteld door François Mocquard in 1895. Oorspronkelijk werd de wetenschappelijke naam Geckonia chazaliae gebruikt.
De soort behoorde lange tijd tot het niet meer erkende geslacht Geckonia, dit geslacht was monotypisch en werd slechts vertegenwoordigd door deze soort onder de naam Geckonia chazaliae. De taxonomische geschiedenis is niet eenduidig, de soort werd oorspronkelijk al tot het geslacht Geckonia gerekend, en later tot Tarentola. In 2008 werd de gekko echter weer aan het geslacht Geckonia toegekend, wat later weer is teruggedraaid. In de literatuur worden hierdoor vaak verschillende wetenschappelijke namen vermeld.
De soortaanduiding chazaliae is vernoemd naar het schip "Chazalie" van de Franse natuuronderzoeker Raymond Comte de Dalmas (1862 – 1930).

## Levenswijze
Tarentola chazaliae is 's nachts actief en jaagt dan op kleine ongewervelden zoals insecten. De vrouwtjes zetten twee eieren af per legsel maar kunnen tot vijf legsels per jaar produceren.

## Verspreiding en habitat
De gekko komt voor in delen van Noord-Afrika en leeft in de landen Senegal, Mauritanië, Westelijke Sahara en zuidelijk Marokko. De habitat bestaat uit droge tropische en subtropische scrublands, zandduinen in kustgebieden, hete woestijnen en rotsige omgevingen. De soort is aangetroffen van zeeniveau tot op een hoogte van ongeveer 100 meter boven zeeniveau.

## Beschermingsstatus
Door de internationale natuurbeschermingsorganisatie IUCN is de beschermingsstatus 'kwetsbaar' toegewezen (Vulnerable of VU).